# New York Voices
New York Voices ist eine amerikanische Vokalgruppe, die im Bereich des Jazz aktiv ist, dabei aber auch Aspekte aus dem Pop, R&B und der Bossa Nova aufnimmt. Sie wird „als eines der weltbesten Vocal-Jazz-Ensembles bezeichnet.“ Die Sänger des Ensembles „zeichnen sich vor allem durch ihre unglaubliche stilistische Wandlungsfähigkeit aus.“

## Geschichte
Die Gruppe entstand als Vokalquintett 1987 nach einer Europatournee von Studierenden des Ithaca College. 1989 erhielt sie einen Plattenvertrag bei GRP Records. Seit 1995 tritt New York Voices in Quartettformation (mit Begleitband) auf. Ihre Zusammenarbeit mit dem Count Basie Orchestra, das Album Count Basie Orchestra with New York Voices Live at Manchester Craftsmen's Guild, wurde 1997 mit einem Grammy ausgezeichnet. Daneben sind sie auch in Projekten anderer Künstler aktiv, so bei The Ancient Tower von Robert Lepley (EarthBeat Records), Heirs to Jobim (BMG Records), Don Sebeskys I Remember Bill (BMG), Jim Halls By Arrangement (Telarc), A Love Affair - the Music of Ivan Lins (TELARC) oder Irving Berlin's Louisiana Purchase (DRG).

## Diskographie
- New York Voices (GRP, 1989)
- Hearts of Fire (GRP, 1991)
- What's Inside (GRP, 1993)
- Collection (GRP, 1994, Kompilation)
- Count Basie Orchestra with New York Voices Live at Manchester Craftsmen's Guild (Blue Jackel, 1996)
- NYV Sing the Songs of Paul Simon (RCA Victor, 1997)
- Sing! Sing! Sing! (Concord Jazz, 2001)
- A Day Like This (Telarc/MCG Jazz, 2007)
- New York Voices Live with the WDR Big Band (Palmetto, 2013)
- Let It Snow (Five Cent/MRI/Audio Fidelity, 2013)
- Bob Mintzer Big Band/NYV Meeting of Minds (MCG Jazz, 2018)
- Reminiscing in Tempo (Inakustik, 2019)

Als Gäste
- Paquito D’Rivera Brazilian Dreams (2002)